# Sánchez Ramírez
Pour les articles homonymes, voir Sánchez et Ramírez.
Sánchez Ramírez est l'une des 32 provinces de la République dominicaine. Son chef-lieu est Cotuí. Elle est limitée par cinq provinces : Monseñor Nouel, La Vega, Duarte, Monte Plata et de San Cristóbal.